# Vânju Mare
Vânju Mare è una città della Romania di 6555 abitanti, ubicata nel distretto di Mehedinți, nella regione storica dell'Oltenia. 
Fanno parte dell'area amministrativa anche le località di Ciochiuța, Comanda, Hurducești, Lunca Banului, Menți, Motruleni, Slătinicu Mare, Slătinicu Mic, Stănești.